# Daiting
Daiting er en kommune i Landkreis Donau-Ries i Regierungsbezirk Schwaben i den tyske delstat Bayern, med godt 800 indbyggere. Den er en del af Verwaltungsgemeinschaft Monheim.

## Geografi
Kommunen ligger i Usseldalen i Region Donau-Ries.

### Nabokommuner
- Daiting ligger i nærheden af Monheim og Donauwörth

### Inddeling
Landsbywer og bebyggelser:
- Daiting
- Unterbuch
- Natterholz
- Reichertswies
- Hochfeld